# المكتب الأسود
الغرفة السوداء هي جزء من مركز اتصالات (مثل مكتب بريد) يستخدمه مسؤولو الدولة لاعتراض ومراقبة الاتصالات سرًا. عادةً، تمر جميع الرسائل أو الاتصالات عبر الغرفة السوداء قبل تسليمها إلى المتلقي. وقد شاع استخدام هذه الممارسة منذ إنشاء خدمات البريد والتلغراف، واستخدمها وزراء لويس الثامن عشر وأتباعه كثيرًا في فرنسا باسم "cabinet noir" (وتعني بالفرنسية "الغرفة السوداء").
في مراكز عمليات الشبكات الأمريكية الحديثة، تُحوّل أجهزة الفصل الضوئي نسبة مئوية من ضوء الليزر من جميع كابلات الألياف الضوئية الواردة والصادرة إلى الغرفة السرية. ومن الأمثلة على ذلك الغرفة 641A في مبنى SBC للاتصالات في سان فرانسيسكو.
كما استُخدم مصطلح الغرفة السوداء للإشارة إلى أي مكان أو منظمة مخصصة لفك الشفرات.